# Glow Up – Deutschlands nächster Make-up-Star
Glow Up – Deutschlands nächster Make-up-Star (kurz Glow Up) ist die deutsche Version des britischen Reality-Wettbewerb-Formats Glow Up: Britain’s Next Make-Up Star, um neue Make-up-Artists zu finden. Die Sendung wird seit 2022 auf ZDFneo ausgestrahlt und von Riccardo Simonetti moderiert.

## Konzept
In jeder Staffel der Sendung treten zehn Make-up-Artists gegeneinander an. Die Hauptjury, bestehend aus Loni Baur und Armin Morbach, wird in jeder Folge durch Gastjuroren ergänzt, die die Arbeiten der Make-up-Artists bewerten.
In jeder Folge absolvieren die Teilnehmer zwei Challenges. Die erste Challenge findet meist außerhalb des Studios an speziellen Orten statt. Angelehnt an den beruflichen Alltag eines Make-up-Artists erhalten die Teilnehmer eine Aufgabe, die es zu meistern gilt. Die beiden Teilnehmer, die am wenigsten überzeugen können, erhalten in der zweiten Challenge 15 Minuten weniger Zeit.
In der zweiten Challenge erhalten die Teilnehmer eine kreative Aufgabenstellung, auf die sie sich üblicherweise vorbereiten konnten. Während der Bewertung durch die Jury erläutern die Teilnehmer ihre Gedanken und Überlegungen zu ihrem Werk.
Die beiden Teilnehmer, die die Jury am wenigsten begeistern konnten, landen im Face Off. Im Face Off treten die beiden gegeneinander an. Sie erhalten eine Herausforderung, die es in kurzer Zeit umzusetzen gilt. Normalerweise konzentriert sich diese Aufgabe nur auf einen Abschnitt des Gesichts, wie das Auge oder die Lippen. Die Jury entscheidet dann, wer aufgrund schlechterer Umsetzung die Sendung verlassen muss.
Seit der zweiten Staffel halten im Finale die drei letzten Teilnehmer eine eigene Masterclass vor Publikum ab. 
Der Gewinner erhält ein Preisgeld von 20.000 Euro sowie einen Vertrag mit einer Make-up-Agentur.

## Produktion
Die Sendung wird von der Warner Bros. International Television Production für ZDFneo und die ZDFmediathek in Köln produziert.
Neben den Aufnahmen im Studio wird auch an anderen Orten gedreht, wie etwa im Musical Dome mit Moulin Rouge!, im Schwimmbad mit der deutschen Nationalmannschaft im Synchronschwimmen, im Supercandy Pop-Up Museum, bei Fashion Shows oder an einem Filmset.

## Ausgaben

### Staffel 1 (2022)
Die erste Staffel wurde vom 22. September bis 10. November 2022 ausgestrahlt und umfasste acht Folgen.
| Nr. (ges) | Nr. (St.) | Erstausstrahlung | Titel            | Gastjuroren                                                                |
| --------- | --------- | ---------------- | ---------------- | -------------------------------------------------------------------------- |
| 1         | 1         | 22. Sep. 2022    | Beauty-Editorial | Hungry (Drag Artist), Franziska Knuppe                                     |
| 2         | 2         | 29. Sep. 2022    | Social Media     | Naomi Jon (Youtuberin)                                                     |
| 3         | 3         | 6. Okt. 2022     | Fashion Show     | Damur Huang (Modedesigner)                                                 |
| 4         | 4         | 13. Okt. 2022    | Drag             | Miss Fame (Drag Queen)                                                     |
| 5         | 5         | 20. Okt. 2022    | Musikvideo       | Conchita Wurst                                                             |
| 6         | 6         | 27. Okt. 2022    | Special-Effects  | Richard Redlefsen (Maskenbildner), Vanessa Davis                           |
| 7         | 7         | 3. Nov. 2022     | Red Carpet       | Eva Padberg                                                                |
| 8         | 8         | 10. Nov. 2022    | Finale: Kampagne | Christina Kempkes (Pink Ribbon Deutschland), Timothy Schaumburg (Fotograf) |

| Platz | Name      | Alter | Wohnort    | Beruf                                   |
| ----- | --------- | ----- | ---------- | --------------------------------------- |
| 1.    | Ahmed     | 33    | Stuttgart  | Make-up-Artist                          |
| 2.    | Selina    | 20    | Berlin     | Auszubildende Maskenbildnerin           |
| 3.    | Melissa   | 29    | Paris      | Make-up-Artist                          |
| 4.    | Mario     | 34    | Berlin     | Make-up-Artist                          |
| 5.    | Johanna   | 25    | Düsseldorf | Make-up-Artist, Drag Queen              |
| 6.    | Katharina | 34    | Köln       | Make-up-Artist                          |
| 7.    | Albert    | 24    | Duisburg   | Gesundheits- und Krankenpfleger, Tänzer |
| 8.    | Ellie     | 21    | Berlin     | Make-up-Artist, Drag Queen, Studentin   |
| 9.    | Timo      | 21    | Koblenz    | Make-up-Artist, Influencer              |
| 10.   | Adam      | 30    | Wien       | Make-up-Artist                          |

### Staffel 2 (2023)
Vom 7. September bis zum 26. Oktober 2023 wurde eine zweite Staffel ausgestrahlt und umfasste ebenfalls acht Folgen. 
Die Gastjuroren der siebten Folge der zweiten Staffel waren die beiden Hauptjuroren der Originalshow Glow Up: Britain's Next Make-Up Star aus Großbritannien, Val Garland und Dominic Skinner.
| Nr. (ges) | Nr. (St.) | Erstausstrahlung | Titel               | Gastjuroren                         |
| --------- | --------- | ---------------- | ------------------- | ----------------------------------- |
| 9         | 1         | 7. Sep. 2023     | Editorial           | Sarina Nowak, Papis Loveday         |
| 10        | 2         | 14. Sep. 2023    | Musical             | André Gutzler, Violet Chachki       |
| 11        | 3         | 21. Sep. 2023    | Sport               | Stella Mukhamedova, NikkieTutorials |
| 12        | 4         | 28. Sep. 2023    | Social Media        | Mei Pang                            |
| 13        | 5         | 5. Okt. 2023     | Special Effects     | Jessica Padilla                     |
| 14        | 6         | 12. Okt. 2023    | Werbeclip           | Reza Norifarahani, Johannes Stötter |
| 15        | 7         | 19. Okt. 2023    | Kampagne            | Val Garland, Dominic Skinner        |
| 16        | 8         | 26. Okt. 2023    | Finale: Masterclass | Nikeata Thompson                    |

| Platz | Name         | Alter | Wohnort    | Beruf                                             |
| ----- | ------------ | ----- | ---------- | ------------------------------------------------- |
| 1.    | Lilian       | 24    | Köln       | Make-up-Artist                                    |
| 2./3. | Basil        | 29    | Berlin     | Make-up-Artist, Künstler                          |
| 2./3. | Marie-Louise | 24    | Bern       | Kindergärtnerin (Erzieherin)                      |
| 4.    | Kaya         | 23    | Köln       | Friseurin                                         |
| 5.    | Lilith       | 21    | Hamburg    | Make-up-Artist, Studentin                         |
| 6.    | Valeria      | 19    | St. Pölten | Make-up-Artist, Drag Queen                        |
| 7.    | Nicole       | 39    | Österreich | Freischaffende Künstlerin, Special Make-up-Artist |
| 8.    | Juli         | 20    | Berlin     | Kundenberatung Kosmetik im Einzelhandel           |
| 9.    | Kevin        | 29    | Würzburg   | Physiotherapeut                                   |
| 10.   | Felix        | 29    | Gera       | Software-Berater                                  |

## Rezeption

### Einschaltquoten
| Folge     | Datum         | Zuschauer | Zuschauer       | Marktanteil | Marktanteil     | Quellen     |
| Folge     | Datum         | Gesamt    | 14 bis 49 Jahre | Gesamt      | 14 bis 49 Jahre | Quellen     |
| Staffel 1 | Staffel 1     | Staffel 1 | Staffel 1       | Staffel 1   | Staffel 1       | Staffel 1   |
| --------- | ------------- | --------- | --------------- | ----------- | --------------- | ----------- |
| 1         | 22. Sep. 2022 | 0,23 Mio  | 0,01 Mio.       | 0,9 %       | 0,3 %           | [ 6 ] [ 7 ] |
| 2         | 29. Sep. 2022 | 0,16 Mio. | 0,05 Mio.       | 0,6 %       | 0,9 %           | [ 8 ] [ 7 ] |
| 3         | 6. Okt. 2022  | -         | -               | 0,7 %       | 1,3 %           | [ 7 ]       |
| 4         | 13. Okt. 2022 | -         | -               | 0,8 %       | 0,6 %           | [ 7 ]       |
| 5         | 20. Okt. 2022 | -         | -               | 0,7 %       | 1,4 %           | [ 7 ]       |
| 6         | 27. Okt. 2022 | -         | -               | 0,5 %       | 1,0 %           | [ 7 ]       |
| 7         | 3. Nov. 2022  | -         | -               | 0,9 %       | 1,1 %           | [ 7 ]       |
| 8         | 10. Nov. 2022 | 0,15 Mio. | -               | 0,6 %       | 1,5 %           | [ 7 ]       |
| Staffel 2 |               |           |                 |             |                 |             |
| 9         | 7. Sep. 2023  | 0,15 Mio. | -               | 0,7 %       | 1,8 %           | [ 9 ]       |
| 10        | 14. Sep. 2023 | 0,13 Mio. | -               | 1,5 %       | -               | [ 10 ]      |
| 14        | 12. Okt. 2023 | -         | -               | -           | 1,3 %           | [ 11 ]      |
| 16        | 26. Okt. 2023 | 0,29 Mio. | -               | -           | 1,9 %           | [ 12 ]      |

Abrufe der ZDF Mediathek nicht mit eingerechnet.

### Kritiken
Thomas Lückerath von DWDL.de hebt den diversen Cast hervor, wie Erwartungen gebrochen werden und lobt das Casting der Sendung. Zudem schreibt er „Hier geht es um Handwerk, welches man lernen und verbessern kann. Das macht die Sendung diverser und offener als eine Model-Castingshow, bei der die Qualität der Kandidatinnen mehr in den Genen als dem Können steckt“.  Gleichzeitig hofft er jedoch, dass die Sendung „[...] im Wettbewerb der totalen Reizüberflutung hoffentlich nicht untergeht“, da sie meist harmonisch, wertschätzend, stets positiv und beschwingt ist.
Kritisiert wurde die Jury für den Umgang mit den Teilnehmenden [im Face Off], dazu schrieb Alexandra Hilpert für Die Tageszeitung: „Die Schikanen von Fotograf Armin Morbach und Star-Make-up-Artist Loni Baur sind nämlich nichts für schwache Nerven. Während der Challenges schleichen sie mit Lupe und verstohlenem Geflüster um die arbeitenden Kandidat:innen herum. Dabei flüstern sie einander ab und an miese Kommentare zu, die aber deutlich hörbar sind. Wenn sie dann am Schluss die Kritikpunkte laut vortragen, kann man als Zuschauer:in fast hören, wie die Herzen der Künstler:innen brechen.“ Zudem schreibt sie, dass die Sendung einen neuen Blick auf die politische Seite der Schminke schafft und die Teilnehmenden Menschen vertreten, für die Make-up Kunst, Selbstverwirklichung oder eine Form der Verteidigung ist.